# 姜兼
姜兼，元朝严州淳安（今浙江省淳安县）人。
姜兼七岁父亲去世，与两个哥哥养母至孝。母亲去世，他哀伤思念几乎昏厥。安葬母亲后，他独居墓下，早晚哭着祭奠，在空寂的荒山中，亲自打柴烧火，吃野菜饮泉水，一身衰麻丧服寒暑不易。同里陈氏、戴氏之子不能事奉父母，听说姜兼的行为，惭愧感悔，都把父母迎来赡养。